# Управление изменениями (ITSM)
Управление изменениями — часть управления услугами IT. Целью управления изменениями в этом контексте является обеспечение использования стандартизированных методов и процедур для эффективного и оперативного обслуживания всех изменений в управлении ИТ-инфраструктурой, чтобы свести к минимуму количество и влияние любых связанных инцидентов на службу. Изменения в ИТ инфраструктуре могут возникнуть либо как ответная реакция на проблемы или требования, навязанные извне, например, изменения в законодательстве, либо как активность в процессе повышения эффективности и действенности, либо как деятельность по включению или отражению бизнес-инициатив, либо от программ, проектов или инициатив по повышению качества обслуживания. Управление изменениями может обеспечить стандартные методы, процессы и процедуры, используемые для всех изменений, содействующие эффективному и оперативному обслуживанию всех изменений и поддержке надлежащего баланса между необходимостью изменений и их потенциальным вредным воздействием.

## ITIL
Управление изменениями в ITSM (в отличие от инженерии программного обеспечения или управления проектами) часто ассоциируется с ITIL, но возникновение изменений как процесса управления в ИТ значительно предшествовали ITIL, по крайней мере согласно публикации IBM Система управления информационным бизнесом.
В рамках ITIL управление изменениями отвечает за контроль изменений во всех элементах конфигурации базы данных управления конфигурацией (или "ЭУ" в CMDB) в реальной среде, средах тестирования и обучения (все среды под управлением "Операции ИКТ». Обычно оно не отвечает за изменения в проектах разработки (см. ниже).

## Управление изменениями в проектах разработки
Управление изменениями ITSM обычно не отвечает за контроль изменений, происходящих в проектах развертывания или разработки. Эти изменения, как правило, контролируются процессом управления изменениями, установленным методологией управления проектами, принятой для данного проекта. Однако, тесная связь между руководителями проектов разработки и менеджером по изменениям необходима, и менеджеру проекта может потребоваться использование управления изменениями элементов рабочей или тестовой среды, необходимых для тестирования или выпуска продукта.

## Обзор процесса
Управление изменениями, как правило, состоит из возникновения и регистрации изменений, оценки воздействия, затрат, выгоды и риска от предлагаемых изменений, разработки бизнес-обоснования и получения одобрения, управления и координации реализации изменений, мониторинга и докладов о реализации, пересмотра и закрытия требований на изменения.
ITIL определяет процесс управления изменениями следующим образом:
Целью процесса управления изменениями является обеспечение стандартизированных методов и процедур, используемых для эффективного и оперативного обслуживания всех изменений с целью минимизации воздействия инцидентов, вызванных изменениями, на качество обслуживания, и последовательного улучшения деятельности организации день ото дня.
ISO 20000 определяет цели Управления изменениями (часть 1, 9.2) следующим образом:
Убедиться в том, что все изменения были оценены, утверждены, реализованы и рассмотрены в управляемом режиме.
Управление изменениями отвечает за управление процессом изменений, связанных с:
- Оборудованием
- Коммуникационным оборудованием и программным обеспечением
- Системным программным обеспечением
- Всеми документами и процедурами, связанными с эксплуатацией, поддержкой и сопровождением работающих систем.

Любые предлагаемые изменения должны быть утверждены в процессе управления изменениями. Хотя управление изменениями запускает процесс, органом решения является Консультативный совет по изменениям (Change Advisory Board - CAB), в состав которого входят по большей части люди из других подразделений организации.
Основными направлениями деятельности по управлению изменениями являются:
- Фильтрация изменений
- Управление изменениями и процесс изменений
- Председательство в CAB и экстренном Совете по изменениям (emergency CAB)
- Обзор и закрытие запросов на изменения (Requests for Change - RFC)
- Управленческая отчетность и предоставление управленческой информации

## Неоднозначности
Концепция управления изменениями ITIL включает разработку обоснований для бизнеса. Это расширяет сферу других концепций управления изменениями, и дублирует задачи управления спектром проектов ИТ, а также области, охватываемые начальными фазами управления программами и проектами.
Например,  "Желтая книга" IBM о концепции управления изменениями (как подмножества управления ресурсами) была строго ориентирована на передачу результатов из проектов в производство.  Аналогично, Schiesser в Системе управления ИТ определяет Управление изменениями как «процесс управления и координации всех изменений в среде производства ИТ".